# 断山墩遗址
断山墩遗址，位于江苏省镇江市丹徒区东平昌村，是中华人民共和国江苏省文物保护单位之一。
1982年3月25日，授予江苏省文物保护单位，是一座古遗址。